# Spathodus erythrodon
Spathodus erythrodon är en fiskart som beskrevs av Boulenger, 1900. Spathodus erythrodon ingår i släktet Spathodus och familjen Cichlidae. IUCN kategoriserar arten globalt som livskraftig. Inga underarter finns listade i Catalogue of Life.